# Convento de Santa Bárbara (Madrid)
El convento de Santa Bárbara fue un convento de mercedarios descalzos situado al este de la plaza homónima existente en Madrid.

## Historia
El convento de alzó sobre una ermita anterior también dedicada a Santa Bárbara, propiedad de los tratantes que vendían en esa plaza al norte de la villa. Su fundador fue el mercedario descalzo fray Juan Bautista del Santísimo Sacramento quién compró la ermita el 4 de diciembre de 1606. Esta compra fue posible gracias a la intervención de Francisco Martínez, secretario del ayuntamiento de Madrid. En 1607 se comenzó la construcción de la iglesia y convento, que finalizaría en 1622. 

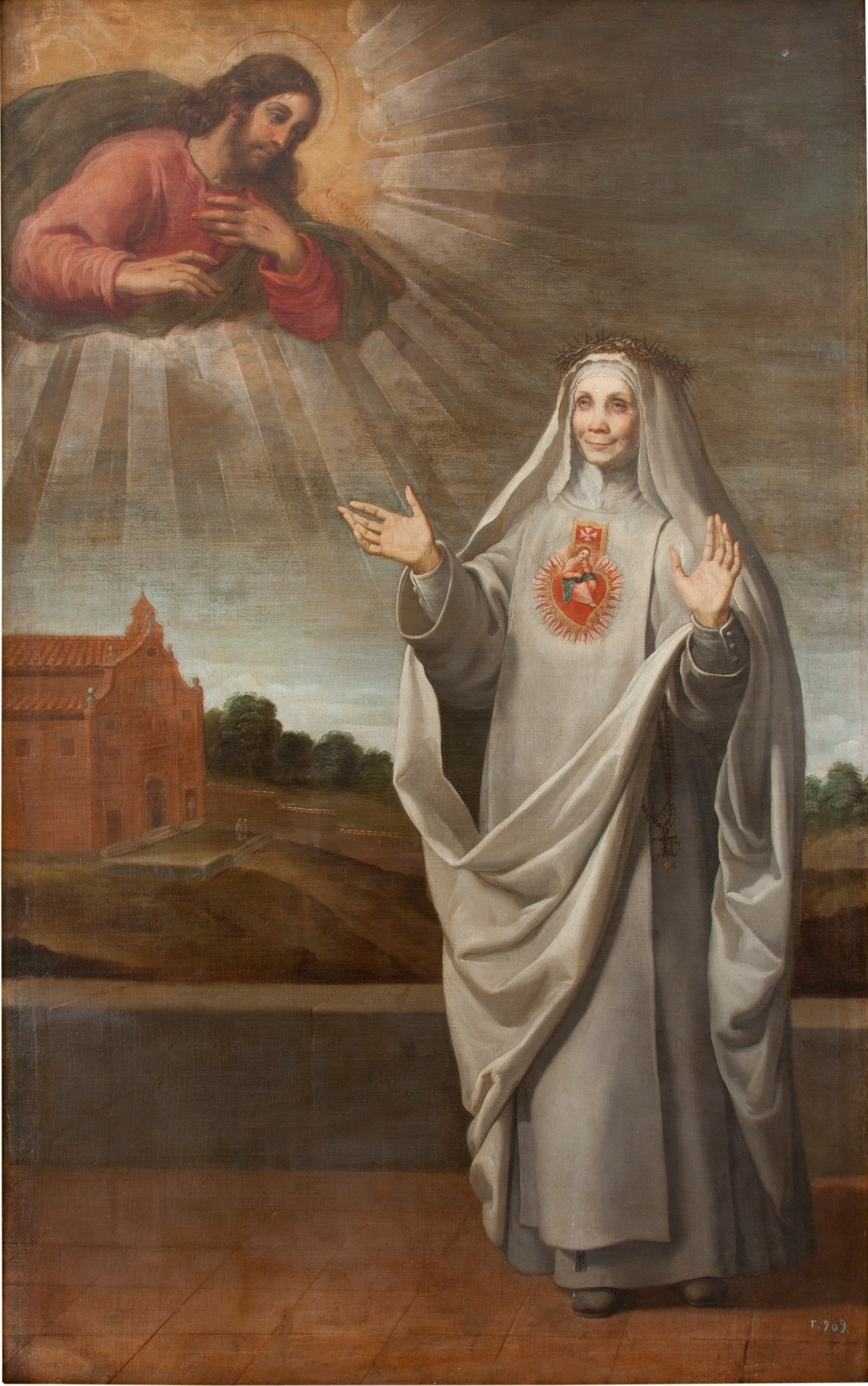
Óleo de Carducho representando una escena de la vida de la beata Maria Ana de Jesús desarrollada en las cercanías del convento de Santa Bárbara, que puede verse en el lado izquierdo del cuadro.

En las cercanías del convento vivió María Ana de Jesús. Allí tuvo una  visión de Cristo, escena plasmada en un óleo de Carducho (ver imagen). Su cuerpo fue venerado en el altar mayor de la iglesia siendo posteriormente trasladado al convento de don Juan de Alarcón. 
En la Guerra de la Independencia el convento quedó casi completamente arruinada. Tras la vuelta de Fernando VII al trono, los mercedarios volvieron al convento hasta la Desamortización de Mendizábal en que se vieron obligados a abandonarlo.

## Descripción
Contaba con una iglesia de una única nave, con fachada principal al sur precedida por un compás enlosado. Al este de la iglesia se disponía el claustro principal, seguido al norte por otro patio. Al norte de la iglesia existían otros dos patios de menor tamaño. Al este del convento se extendía un amplio jardín y huerta.El retablo mayor de la iglesia contaba con pinturas de Vicente Carducho. El convento albergaba obras de otros pintores barrocos madrileños: algunas escenas de la vida de la Virgen por Félix Castelo, un san José con el Niño por Francisco RIzi y un san Pedro Armengol y un san Ramón Nonato por Carducho.

### Individuales
1. ↑  López Gómez, Antonio (1999). «La percepción histórica del relieve de Madrid». Madrid: estudios de geografía histórica. Madrid: Real Academia de la Historia. p. 76. ISBN 978-84-89512-15-3. Consultado el 10 de julio de 2021.
2. ↑  Mesonero-Romanos, Ramón de (1833). «Capítulo VI. Del estado eclesiástico-Parroquias-Conventos de ambos sexos-Iglesias-Oratorios. Cementerios. Santa Bárbara».  En M. de Burgos, ed. Manual de Madrid. Madrid. p. 155. Consultado el 10 de julio de 2021.
3. ↑  Olivares Martínez, Diana (2010). «Iconografía de la Beata Mariana de Jesús». Anales De Historia Del Arte ((Extra (2)): 253-255.
4. ↑  Ponz, 1776, pp. 255-256

### Bibliográficas
- Ponz, Antonio (1776). «Sexta división. Entre la Red de S. Luis, y calle de Foncarral , dando la vuelta á entrar por la puerta de Alcalá á la Puerta del Sol. Santa Bárbara».  En Joaquín Ibarra, ed. Viage de España, ó, Cartas en que se dá noticia de las cosas mas apreciables y dignas de saberse que hay en ella V. Madrid. pp. 255-256. Consultado el 10 de julio de 2021.
- «Convento de Santa Bárbara». Madrid histórico.

- Datos: Q48442321
- Multimedia: Convento de Santa Bárbara / Q48442321